# Philodendron escuintlense
Philodendron escuintlense är en kallaväxtart som beskrevs av Eizi Matuda. Philodendron escuintlense ingår i släktet Philodendron och familjen kallaväxter. Inga underarter finns listade.